# Comores aux Jeux olympiques d'été de 2016
Les Comores participent aux Jeux olympiques d'été de 2016 à Rio de Janeiro au Brésil du 5 août au 21 août. Il s'agit de la 6e participation de ce pays à des Jeux d'été.

## Athlétisme
| Athlète            | Épreuve     | Séries  | Séries | Demi-finales | Demi-finales | Finale   | Finale   |
| Athlète            | Épreuve     | Temps   | Rang   | Temps        | Rang         | Temps    | Rang     |
| ------------------ | ----------- | ------- | ------ | ------------ | ------------ | -------- | -------- |
| Maoulida Daroueche | 400 m haies | 52 s 32 | 44e    | Éliminée     | Éliminée     | Éliminée | Éliminée |

| Athlète       | Épreuve | Préliminaires | Préliminaires | Séries   | Séries   | Demi-finales | Demi-finales | Finale   | Finale   |
| Athlète       | Épreuve | Temps         | Rang          | Temps    | Rang     | Temps        | Rang         | Temps    | Rang     |
| ------------- | ------- | ------------- | ------------- | -------- | -------- | ------------ | ------------ | -------- | -------- |
| Denika Kassim | 100 m   | 12 s 53       | 5e            | Éliminée | Éliminée | Éliminée     | Éliminée     | Éliminée | Éliminée |

## Natation
| Soule Soilihi Athoumane | 50 m nage libre | 27 s 31 | 76e | Éliminé | Éliminé | Éliminé | Éliminé | Éliminé | Éliminé |

| Nazlati Mohamed Andhumdine | 50 m nage libre | 37 s 66 | 66e | Éliminée | Éliminée | Éliminée | Éliminée | Éliminée | Éliminée |